# Olga Cebotari
Olga Cebotari (n. 4 ianuarie 1992) este o politiciană din Republica Moldova. Face parte din conducerea Partidului Socialiștilor din Republica Moldova (PSRM) fiind membră a Comitetului Executiv. A fost viceprim-ministru pentru reintegrare al Republicii Moldova în Guvernul Ion Chicu.  A înlocuit-o pe Cristina Lesnic, după ce Partidul Democrat din Moldova și-a retras miniștrii delegați din guvernul Ion Chicu.

## Biografie
Olga Cebotari a studiat din 2010 până 2014 relații internaționale la Universitatea Rusă a Prieteniei Popoarelor din Moscova (Facultatea „Științele Umane și Sociale”). În anul 2016 a absolvit studiile de masterat în politica mondială la Academia Diplomatică a Ministerului Afacerilor Externe al Federației Ruse din Moscova (Facultatea „Relații Internaționale și Drept Internațional”). În anul 2020 a terminat studii de doctorat cu specialitatea „Probleme politice în relații internaționale, dezvoltării globale și regionale” tot acolo.
Pe 31 ianuarie 2022 Olga Cebotari a fost aleasă de Consiliul Republican al Partidului Socialiștilor (PSRM) ca membră a noii conduceri a partidului.
Pe 9 noiembrie 2020 a fost numită în funcția de Viceprim-ministru pentru Reintegrare în Guvernul RM și a exercitat funcția pân pe 5 august 2021.
În anii 2017-2019 Olga Cebotari a fost director în Organizația Regional-Obștească „Centrul pentru Susținerea Tinerilor Moldoveni” în Moscova, Federația Rusă. Din 1 februarie 2020 a fost numită Director-adjunct al Departamentului Economic, Comitetul executiv în Comunitatea Statelor Independente.